# Park Edukacji Rozwojowej w Krakowie
Park Edukacji Rozwojowej ("Globalna Wioska") – działający od roku 2009 park edukacyjny zlokalizowany w Krakowie przy ul. Tynieckiej 39. Park skonstruowany jest w kształcie mapy świata wielkości 2 ha. W parku urządzono zabudowania typowe dla poszczególnych zakątków świata. Park pokryty jest ścieżkami edukacyjnymi. W parku prowadzone są zajęcia edukacyjno-artystyczne, dzięki którym dzieci i młodzież rozwijają swoją wrażliwość na problemy współczesnego świata. Pomysłodawcą parku są Salezjanie. Park zarządzany jest przez Salezjański Wolontariat Misyjny "Młodzi Światu". 
Oferta edukacyjna parku obejmuje następujące warsztaty edukacyjne dla uczniów szkół gimnazjalnych i licealnych:
- Warsztat Ghański
- Warsztat Peruwiański
- Warsztat Indiański
- Warsztat Inuicki
- Warsztat Mongolski
- Warsztat Papuaski
- Zwiedzanie Parku Edukacji Rozwojowej